# Ruta D088 (Paraguay)
La Ruta Departamental 088  "Concepción Zelada de Ávalos", abreviado D088 (también conocida como Ruta Ñ) es una carretera de Paraguay (actualmente de tierra) que une Pa'i Puku (Ruta PY09) con Fortín Caballero (Ruta PY12). Su extensión es de 145 kilómetros, y está ubicada en el Departamento de Presidente Hayes.
Esta ruta por un tiempo ha sido sujeto de controversias y polémicas, debido a que desde diciembre de 2017 fue privatizada de mala manera y monopolizada por algunas estancias pertenecientes a la Asociación Ruta Ñ, que cobraban altos montos en peajes (hasta 600.000 guaraníes por portón) a las personas que querían transitar por ella, todo con la excusa de recaudar dinero para mantener los caminos en buen estado. 
La controversia más grande surgió en abril de 2019 cuando no dejaron pasar a un padre de una comunidad indígena que iba con su niño enfermo para ir al hospital y el niño terminó muriendo a causa de ello, por no recibir atención médica a tiempo.
Debido a todos estos inconvenientes en mayo de 2019 el MOPC retiró el convenio que tenía con la Asociación Ruta Ñ por incumplir el contrato y ordenó que se retiren todos los peajes ilegales y el cobro de montos desorbitantes que impedían que impedían la libre circulación de las personas por la zona.

## Localidades
Las localidades más importantes por donde pasa esta ruta son:
| Kilómetro | Localidad                           | Departamento     | Empalme |
| --------- | ----------------------------------- | ---------------- | ------- |
| 0         | Pa'i Puku                           | Presidente Hayes | PY09    |
| 68        | Comunidad Indígena San José         | Presidente Hayes |         |
| 145       | Fortín General Bernardino Caballero | Presidente Hayes | PY12    |

## Largo
| Departamento     | km  |  |  |
|                  |     |  |  |
| Presidente Hayes | 145 |  |  |
| Total            | 145 |  |  |